# Neocorynura erinnys
Neocorynura erinnys är en biart som först beskrevs av Carlos Schrottky 1910.  Neocorynura erinnys ingår i släktet Neocorynura och familjen vägbin. Inga underarter finns listade i Catalogue of Life.